# Robert McLachlan (entomologiste)
Pour les articles homonymes, voir Robert McLachlan, McLachlan et Mac Lachlan.
Robert Mac Lachlan (ou M’Lachlan ou McLachlan) est un entomologiste britannique, né le 10 avril 1837 à Chipping Ongar, Essex et mort le 23 mai 1904  à Lewisham, près de Londres.

## Biographie
Il est le fils d’Hugh Mac Lachlan. Il fait ses études principalement à Ilford et fait un héritage suffisant pour lui permettre de se consacrer à l’étude de l’histoire naturelle et de voyager. Il se consacre d’abord à la botanique avant de se spécialiser dans l’étude des neuroptères. Il est le premier éditeur de la revue Entomologists’ Monthly Magazine. Mac Lachlan devient membre de la Royal Entomological Society en 1858, son secrétaire de 1868 à 1872, son trésorier de 1873 à 1875 et de 1891 à 1904 et son président de 1885 à 1886. Il est également membre de la Linnean Society of London en 1862, de la Royal Society en 1877, de la Zoological Society of London en 1881 et de la Royal Horticultural Society en 1888. Il est également membre du conseil de la Ray Society et membre de diverses sociétés savantes britanniques et étrangères.

## Publications
Parmi ses 150 publications, il faut citer :
- Monograph of the British species of caddis-flies (1865).
- Monograph of the British Neuroptera-Planipennia (1868).
- Monograph British Psocidæ (1866-1867).
- Catalogue of British Neuroptera (1870).
- Monographic revision and synopsis of the Trichoptera of the European fauna (deux volumes, 1874 et 1880).

## Source
- Edward Oliver Essig (1931). A History of Entomology. Mac Millan (New York) : vii + 1029 p.